# 3,4-Diméthylheptane
Le 3,4-diméthylheptane est un hydrocarbure saturé de la famille des alcanes de formule C9H20. C'est l'un des isomères du nonane. Il possède deux atomes de carbone asymétrique et est donc chiral. Il se présente sous la forme de deux paires d'énantiomères car il ne possède pas de plan de symétrie.